# Casio FX-702P

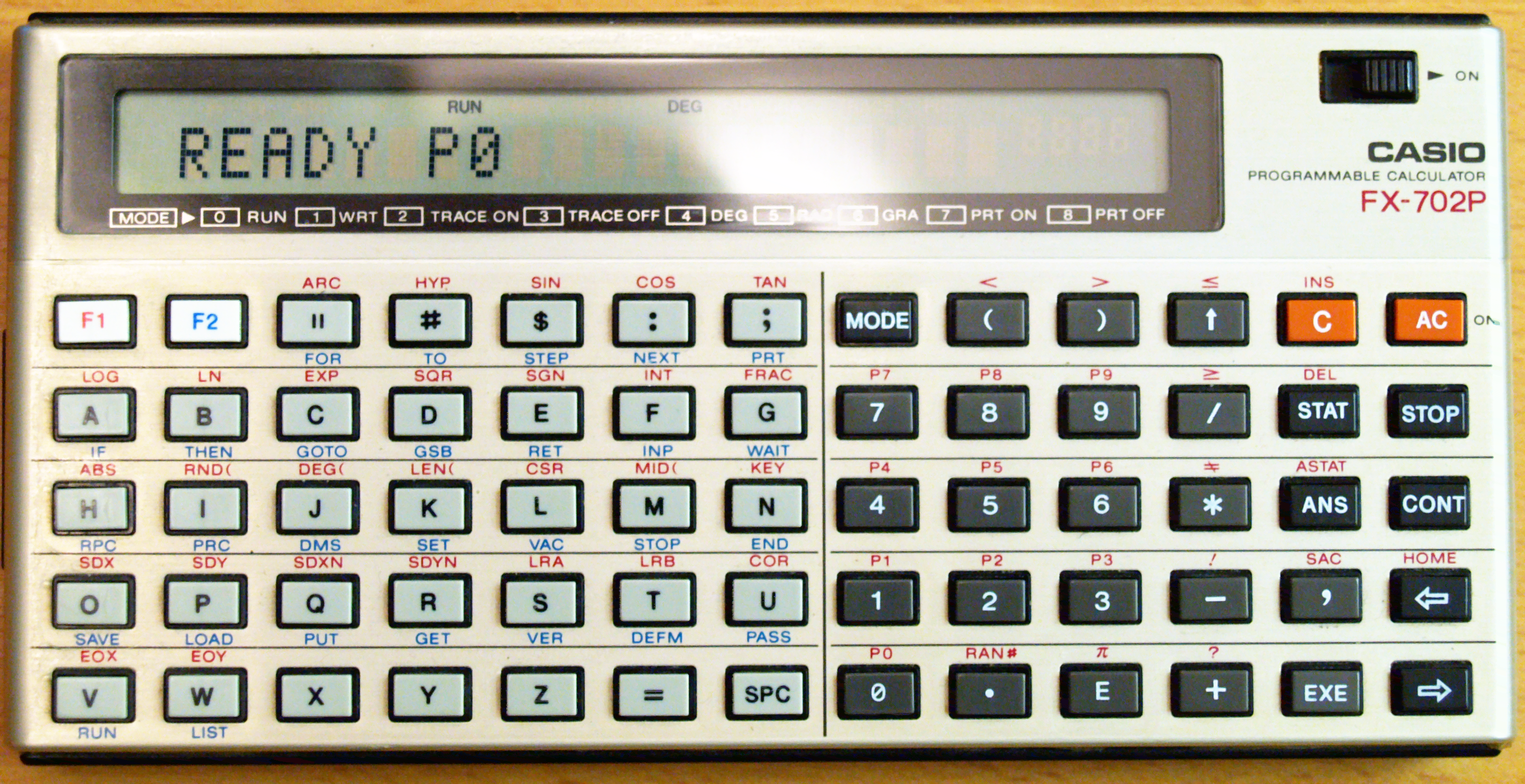
La calculadora Casio FX-702P

La Casio FX-702P es una calculadora de bolsillo, fabricada por Casio de 1981 a 1984, siendo de las primeras calculadoras programables en BASIC.
Presenta un teclado numérico con las operaciones aritméticas, y otro alfabético y de funciones con el teclado ordenado alfabéticamente, y una pantalla de texto de una sola línea de 20 caracteres de longitud.

## Dimensiones
Largo: 165 mm
Ancho: 82 mm
Alto: 17 mm
Peso: 176 g incluyendo batería.

## Funciones
Esta calculadora presenta características de calculadora científica, estadística y programable, siendo una calculadora de bolsillo.

### Como calculadora científica
Presenta las mismas características que la mayoría de las calculadoras científicas para que permita realizar los cálculos con las funciones trigonométricas, directas e inversas; exponenciales, Funciones de redondeo y truncamiento de valores, números aleatorios, etc. Pulsando la tecla EXE, para obtener el resultado, dado que la tecla =, se emplea para realizar comparaciones.

### Como calculadora estadística
Permite la realización de cálculos estadísticos de dos variables, media, desviación y regresión lineal, pudiéndose añadir o quitar datos dinámicamente.

### Como calculadora programable
Esta calculadora trabaja con un intérprete de BASIC, pudiendo memorizar hasta 10 programas simultáneamente, de P0 a P9, en los cuales se puede insertar todas sus funciones científicas, de manipulación de cadenas alfanuméricas, y las instrucciones de control en BASIC. 
Tenía capacidad para 1280 "pasos". Estos podían ser comandos o funciones (1 "paso" cada uno) o variables (dependiendo del tipo de variable ocupaba más o menos "pasos").
La memoria era del tipo "Burbuja" así que el apagado de la calculadora no borraba la memoria. 
Disponía en opción de impresora matricial en papel térmico tipo metálico. 
También en opción había un conector para cinta magnética en casete.